# Barchi
Barchi là một đô thị ở tỉnh Pesaro và Urbino trong vùng Marche, nằm cách 45 km về phía tây của Ancona và khoảng 30 km về phía nam của Pesaro. Tại thời điểm ngày 31 tháng 12 năm 2004, đô thị này có dân số 978 và diện tích là 17,3 km².
Barchi giáp các đô thị sau: Fratte Rosa, Mondavio, Orciano di Pesaro, Sant'Ippolito.